# Pušina
Pušina falu Horvátországban Verőce-Drávamente megyében. Közigazgatásilag Csacsincéhez tartozik.

## Fekvése
Verőcétől légvonalban 40, közúton 55 km-re délkeletre, községközpontjától légvonalban 10, közúton 11 km-re délnyugatra Szlavónia középső részén, a Papuk-hegység északi részén, a Pušinska-patak partján fekszik.

## Története
A település a 16.-17. században keletkezett Boszniából érkezett pravoszláv vlachok betelepítésével, akik a környező földeket művelték meg. A térség többi településével együtt 1684-ben szabadult fel a török uralom alól. A lakosság elmenekült. 1698-ban az azóta beleolvadt „Szmerdicz” faluval együtt „Pusina” néven szerepel Szlavónia felszabadított településeinek összeírásában. A felszabadítás után előbb kamarai birtok volt, majd 1722-ben III. Károly király a környező falvakkal együtt gróf Cordua d' Alagon Gáspár császári tábornoknak adományozta. 1730-ban Pejácsevich Antal, Miklós és Márk vásárolták meg tőle, majd 1742-ben a raholcai uradalommal együtt a Mihalovics családnak adták el. Ezután a 19. század végéig a Mihalovicsoké volt.
Az első katonai felmérés térképén „Dorf Pussina” néven találjuk. Lipszky János 1808-ban Budán kiadott repertóriumában „Pussina” néven szerepel. Nagy Lajos 1829-ben kiadott művében „Pussina” néven 74 házzal, 576 ortodox vallású lakossal találjuk.
1857-ben 617, 1910-ben 895 lakosa volt. 1910-ben a népszámlálás adatai szerint lakosságának 85%-a szerb, 10%-a magyar anyanyelvű volt. Verőce vármegye Nekcsei járásának része volt. Az első világháború után 1918-ban az új szerb-horvát-szlovén állam, majd később (1929-ben) Jugoszlávia része lett. 1991-ben lakosságának 91%-a szerb, 5%-a jugoszláv nemzetiségű volt. 2011-ben 33 lakosa volt.

## Lakossága
| Lakosság változása | Lakosság változása | Lakosság változása | Lakosság változása | Lakosság változása | Lakosság változása | Lakosság változása | Lakosság változása | Lakosság változása | Lakosság változása | Lakosság változása | Lakosság változása | Lakosság változása | Lakosság változása | Lakosság változása | Lakosság változása |
| ------------------ | ------------------ | ------------------ | ------------------ | ------------------ | ------------------ | ------------------ | ------------------ | ------------------ | ------------------ | ------------------ | ------------------ | ------------------ | ------------------ | ------------------ | ------------------ |
| 1857               | 1869               | 1880               | 1890               | 1900               | 1910               | 1921               | 1931               | 1948               | 1953               | 1961               | 1971               | 1981               | 1991               | 2001               | 2011               |
| 617                | 563                | 537                | 588                | 697                | 895                | 872                | 1.177              | 679                | 740                | 716                | 600                | 458                | 391                | 57                 | 33                 |